# Taring Padi
Taring Padi — андеграундное течение современного искусства в Джакарте, Индонезия, представители которого используют искусство как инструмент для политического воздействия и требования доступности образования для всех.

## О названии
Padi — слово для обозначения риса в поле, taring — острый зуб, а сочетание taring padi используют для обозначения шипов, торчащих из конца рисового стебля по мере его созревания.

## История

### Возникновение
Ucup Baik (один из основателей) и Djuwadi (действующий участник) отмечают, что течение получило начало в 1998 году, когда бывший президент Сухарто был вынужден уйти в отставку после восстаний в столице- Джакарте и по всей стране, поскольку 31 год диктаторского президентства пришел к переломному моменту. В Индонезии вся политическая коллективная деятельность была запрещена в Индонезии до 1998 года. 21 декабря 1998 Таринг Пади заявил о своём существовании в политико-культурной сфере Джокьякарты в Yogyakarta LBH office, объявив о своей миссии (Преамбула) и обозначив «Пять зол культуры» (Five Evils of Culture). Миссия Таринг Пади заключалась в возрождении «народной культуры», поддержке и выработке стратегии единого фронта в поддержку демократических и народных перемен в Индонезии. Подписались под основными положениями движения культурные деятели, студенты, художники и художники-самоучки.

### Развитие
Дом Taring Padi в 1998 году был коллективным местом, расположенный в Гампингане в бывшем кампусе АСРИ (ныне Индонезийский институт искусств — Arts Institute of Indonesia), который теперь стал зданием Национального музея Джоджа (Jogja National Museum—JNM). Члены группы Taring Padi давали уроки рисования соседским детям и проводили культурные вечера под названием «Full Moon», где местных жителей приглашали исполнять музыку и читать стихи. Члены Таринг Пади принимали участие в других местных культурных мероприятиях, свадьбах и выступлениях с керонконгом (жанром музыки). Несколько членов Taring Padi присоединились к группам dangdut (жанр музыки)"Soekar Madjoe" и «Dangdut Kampungan» (DK), группам, которые исполняют песни, описывающие состояние местного населения.
Народный культурный институт Таринг Пади стремится выполнять несколько функций:
Во-первых, как форум для художников, поддерживающих все стороны в развитии местного искусства и культуры с популистской ориентацией, исходя из потребностей людей и частного, социального и демократического развития людей.
Во-вторых, в качестве форума для артистов, играющих немаловажную роль в поддержке изменений, которые продвигаются Taring Padi.
В-третьих, как форум работников культуры для общения, обмена опытом и информацией, а также как место для укрепления отношений сотрудничества в соответствии с миссией и институциональными целями народного культурного института Taring Padi.
Taring Padi проводят арт- кампании, посвященные проблемам органических ферм, прав фермеров, земельного права, государственного соучастия в вырубках леса.
Ректор ISI (Indonesian Arts Institute) Агус Бурхан (Agus Burhan) отметил, что Taring Padi. решительно поддерживает идеологию популизма. «Популистское изобразительное искусство является сильным показателем в современном изобразительном искусстве, которое противостоит искусству романтизма», — сказал он во вступительной речи.

## Установки Taring Padi

### «Пять зол культуры» согласно Taring Padi
1. Институты искусства и культуры, которые делают акцент на искусстве ради искусства, индивидуалистические и оппортунистические группы, которые социализируют ошибочные доктрины с целью сохранения статус-кво и ради отчуждения людей от развития искусства, делящие людей на группы (высшие / низшие / средние классы) для удовлетворения экономических / материальных целей.
2. Правительства / лидеры, через департаменты управляющие искусством и культурой, которые поддерживают статус-кво и стремятся формировать индонезийскую культуру только для того, чтобы её продавали за её экзотичность в интересах экономики и власти.
3. Институты культуры, которые позволяют учреждениям выступать легитиматорами художников и произведений искусства и определять направление развития в искусстве.
4. Система, которая разрушает мораль работников искусства, не думая об интересах общества, даже используя страдания людей ради личной выгоды.
5. Недостаток понимания функции искусства в обществе, вытекающий из политики Нового Порядка, в которой подчеркивается командная экономика, а также тактика сговора, коррупции и кумовства[5].

### Задачи Taring Padi
- сопротивление «элитарному дискурсу»
- продвижение народного искусства
- выражение интересов среднего класса
- уделять первостепенное внимание открытости, социальному процветанию, суверенитету людей, справедливости между поколениями, демократии, уважению прав человека, не отказываясь от обязанностей, гендерных аспектов, реформации глобальных отношений и сохранения хорошей окружающей среды.
- преодоление буржуазных идей «гениального художника» и «произведения искусства». Произведения течения не приписываются «индивидуальному» автору. Большинство работ Taring Padi созданы коллективно и могут быть разделены на четыре категории: рекламные щиты или баннеры, плакаты, куклы и популярные буклеты под названием «Terompet Rakyat» (Народная труба). Оригинальные работы ТП, такие как баннеры и марионетки, не должны продаваться, так как они считаются инструментами общественных движений. Работы, которые легко воспроизводятся, продаются. Например, баннеры, наклейки, булавки и футболки[3].